# Wolfgang Maria Hagl

Abt Wolfgang Maria Hagl (2014)

Wolfgang Maria Hagl OSB (* 1. Juni 1953 in Au in der Hallertau als Johann Hagl) ist ein deutscher Mönchspriester und war von 1989 bis 2023 Abt der Benediktinerabtei Metten, zuletzt dienstältester Benediktinerabt der Welt.

## Leben
Hagl wuchs in der Gemeinde Rudelzhausen in einem landwirtschaftlichen Betrieb auf. Ab 1964 besuchte er das Reuchlin-Gymnasium in Ingolstadt und wohnte im nahen Canisiuskonvikt. Als Mitglied der Ingolstädter Marianischen Kongregation kam er mit Patres des Klosters Metten in Kontakt. Nach dem Abitur 1973 trat er dort in das Kloster ein, nahm den Ordensnamen Wolfgang an und legte 1974 sein Ordensgelübde ab.
Von 1975 bis 1980 studierte er in Eichstätt und Salzburg Theologie. Am 5. Juli 1980 empfing er in Metten die Priesterweihe durch Kurienerzbischof Paul Augustin Mayer OSB. Er war fünf Jahre Kaplan in Metten und übernahm im März 1986 die Pfarrei der Mettener Mutterpfarrei Michaelsbuch.

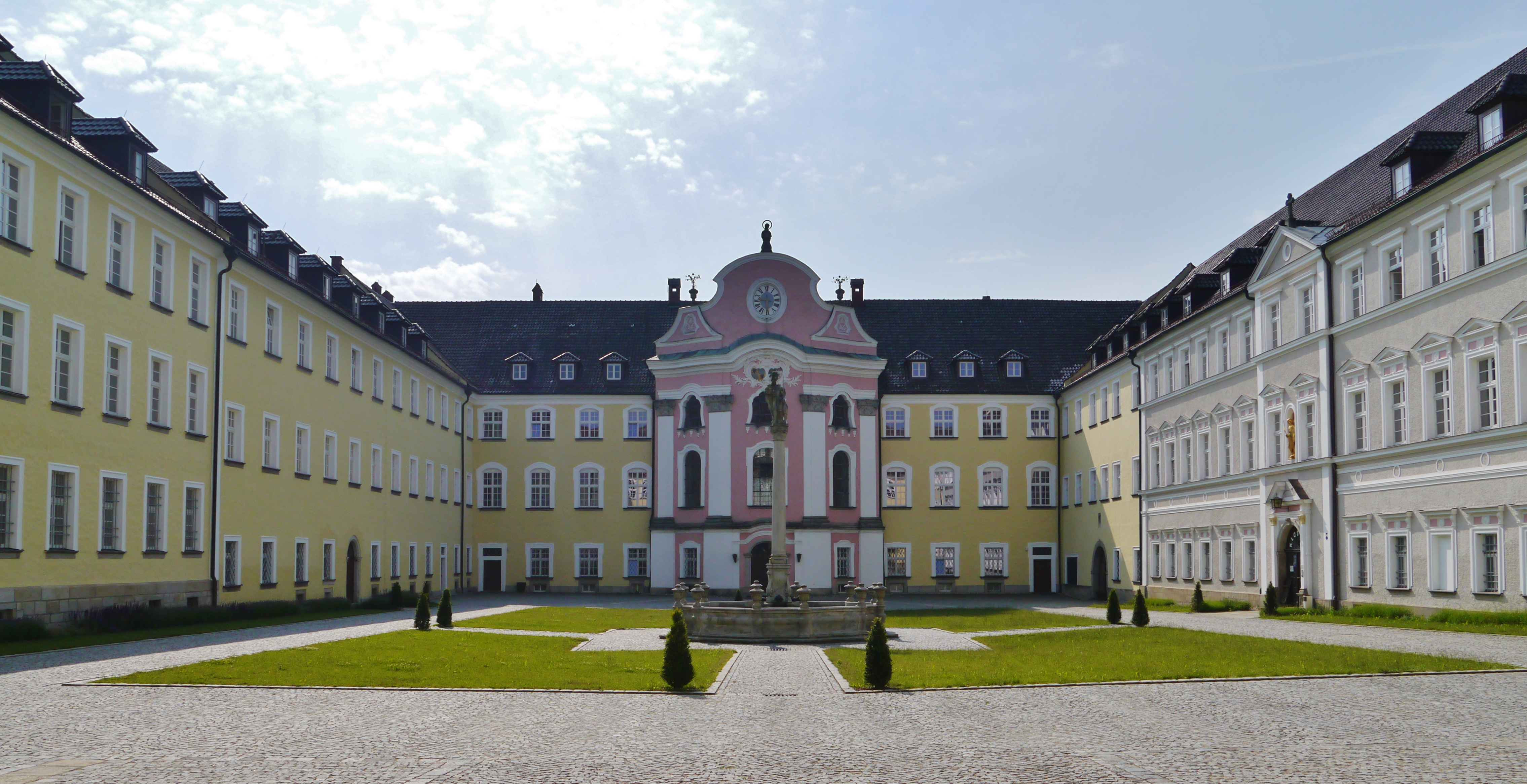
Kloster Metten: Innenhof mit Festsaalbau in der Mitte

Im September 1989 wurde Wolfgang Maria Hagl als Nachfolger von Emmeram Geser zum 58. Abt gewählt. Die Abtsbenediktion erhielt er durch Kardinal Paul Augustin Mayer, den 56. Abt in Metten. Hagls Abtspruch entstammt dem Prolog der Benediktsregel und lautet Per ducatum evangelii (Unter der Führung des Evangeliums).
Am ordenseigenen Gymnasium unterrichtete er Religion. Für den Erhalt der Benediktinerabtei Metten und sein kulturelles Engagement wurde er 2012 mit dem Bundesverdienstkreuz ausgezeichnet.
2021 war Abt Wolfgang Maria Hagl der dienstälteste Abt der Bayerischen Benediktinerkongregation. Im selben Jahr wurde er Ehrenbürger der Marktgemeinde Metten und erhielt ein Ehrendoktorat des Saint Vincent College, das mit der Erzabtei St. Vincent, einer Tochtergründung des Klosters Metten in Pennsylvania, verbunden ist.
Gemäß den Statuten der bayerischen Benediktinerkongregation bat Hagl mit der Erreichung seines 70. Lebensjahr am 1. Juni 2023 seine Resignation an. Zu diesem Zeitpunkt war er der dienstälteste Abt der weltweiten Konföderation des Benediktinerordens. Am 5. Juni 2023 wurde er emeritiert und Athanasius Berggold als 59. Abt von Metten zu seinem Nachfolger gewählt.

## Auszeichnungen
- Am 22. November 2012 wurde Abt Wolfgang Maria Hagl durch Kultusstaatssekretär Bernd Sibler mit dem Bundesverdienstkreuz am Bande mit folgender Begründung ausgezeichnet:

„H.H. Abt Wolfgang M. Hagl OSB aus Metten bemüht sich intensiv um den Erhalt und die behutsame Sanierung der denkmalgeschützten Benediktinerabtei St. Michael. Auch im musikalisch-kulturellen Bereich engagiert sich der Abt umfangreich. So finden beispielsweise seit über zwei Jahrzehnten die „Konzerte im Kloster Metten“ statt und die Räumlichkeiten des Klosters werden u. a. für Vortragsreihen zu Themen des Zeitgeschehens bereitgestellt. Das St. Michaels-Gymnasium Metten, die angeschlossene historische Bildungsstätte mit Internat und Tagesschule in Trägerschaft der Abtei, konnte in der Zeit seines umsichtigen Wirkens als Abt einen weit über die Landesgrenzen hinaus hervorragenden Ruf entwickeln.“

- Am 24. Juli 2023 erhielt er den goldenen Ehrenring des Landkreises Deggendorf.[11]
- Am 11. Juli 2024 bekam er aus den Händen von Ministerpräsident Markus Söder den Bayerischen Verdienstorden verliehen.[12]